# 大發Fellow

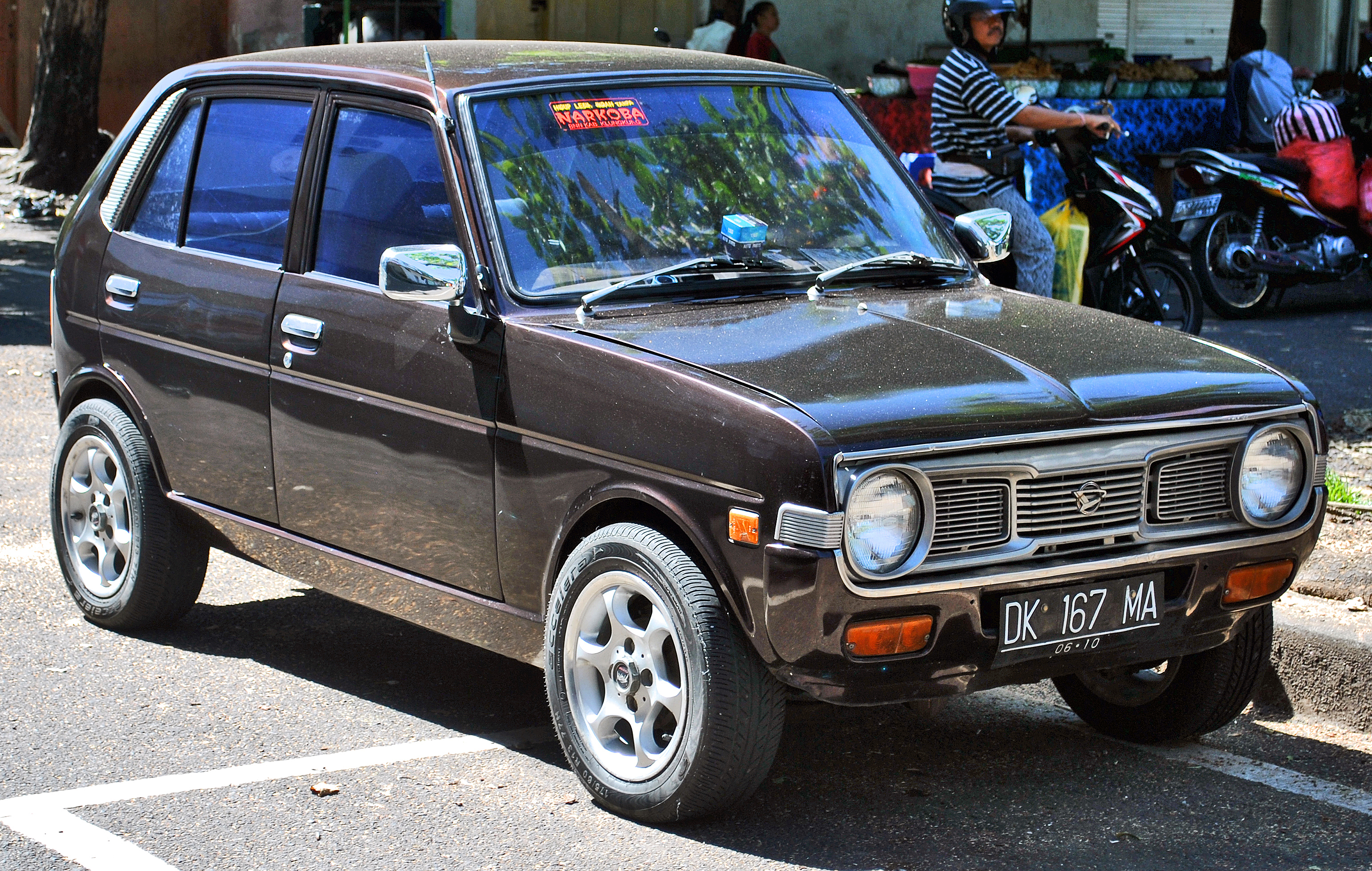
第一代大發Fellow Max

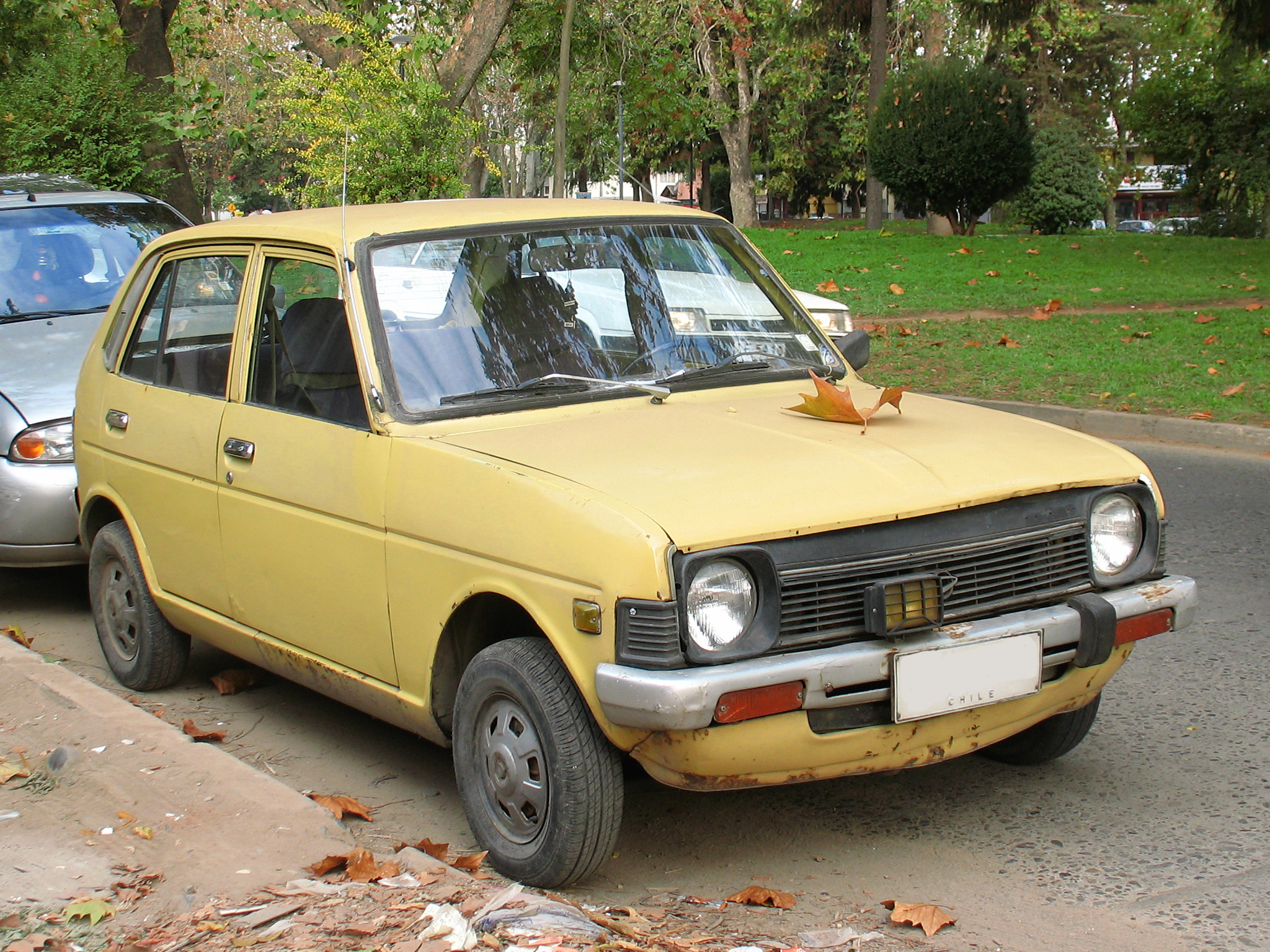
第二代大發Fellow Max

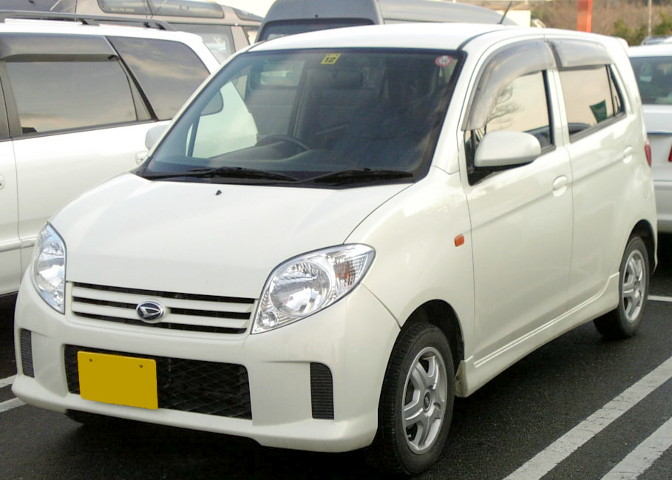
第三代大發Fellow Max

大發Fellow Max，是大發工業株式會社推出的系列車款。大發 Fellow Max 於1966年第一次面世，以 Daihatsu 360 面向外銷市場。2001年，新款的五門Daihatsu Max 上市。